# Lyn Jacenko
Lynette Marie Jacenko, z domu Tillett (ur. 15 sierpnia 1953) –  australijska lekkoatletka, specjalistka skoku w dal, sprinterka i wieloboistka, medalistka igrzysk Wspólnoty Narodów, olimpijka.

## Kariera sportowa
W wieku 17 lat 22 listopada 1970 w Sydney ustanowiła nieoficjalny rekord świata w biegu na 60 metrów czasem 7,1 s.
Zajęła 16. miejsce w pięcioboju i odpadła w kwalifikacjach skoku w dal na igrzyskach olimpijskich w 1972 w Monachium. Zwyciężyła w sztafecie 4 × 100 metrów i zajęła 2. miejsce w skoku w dal na igrzyskach Konferencji Pacyfiku w 1973 w Toronto. Zajęła 5. miejsce w skoku w dal na igrzyskach Brytyjskiej Wspólnoty Narodów w 1974 w Christchurch. Zwyciężyła w skoku w dal i w sztafecie 4 × 100 metrów na igrzyskach Konferencji Pacyfiku w 1977 w Canberze.
Zwyciężyła w skoku w dal w zawodach pucharu świata w 1977 w Düsseldorfie. Zdobyła brązowy medal w sztafecie 4 × 100 metrów (w składzie: Colleen Beazley, Denise Boyd, Jacenko i Roxanne Gelle) oraz zajęła 8. miejsce w skoku w dal na igrzyskach Wspólnoty Narodów w 1978 w Edmonton. Zajęła 7. miejsce w skoku w dal w zawodach pucharu świata w 1979 w Montrealu.
Była mistrzynią Australii w skoku w dal w 1971/1972, 1976/1977, 1977/1978 i 1978/1979, wicemistrzynią w tej konkurencji w 1972/1973 i 1973/1974 oraz brązową medalistką w 1979/1980. Była również mistrzynią swego kraju w pięcioboju w 1971/1972 oraz wicemistrzynią w biegu na 100 metrów przez płotki w 1972/1973. 
Dwukrotnie poprawiała rekord Australii w skoku w dal do rezultatu 6,70 m, uzyskanego 18 marca 1978 w Brisbane, a także trzykrotnie w pięcioboju do wyniku 4283 pkt, uzyskanego 23 marca 1972 w Perth.